# Херевард Уэйк
Херевард Уэйк (англ. Hereward; род. около 1035 года — ум. после 1072 года) — лидер народного англосаксонского сопротивления в период нормандского завоевания Англии. Херевард возглавлял последнее убежище англосаксонских патриотов на острове Или в 1070—1071 годах, откуда они совершали вылазки против нормандских захватчиков. Легенды о Хереварде вошли в английский фольклор, а некоторые из них позднее трансформировались в рассказы о похождениях Робин Гуда.
Согласно традиции, Херевард имел прозвище «Уэйк» (англ. the Wake), иногда переводимое на русский язык как «Будитель», «Внимательный», или даже «Повстанец». Однако существует точка зрения, что это прозвище происходило от английского дворянского рода Уэйков, представители которого, возможно, унаследовали земельные владения Хереварда после его смерти. Само имя Херевард в англосаксонском языке означало «хранитель стад».

## Происхождение
Согласно легенде, Херевард был сыном Леофрика, одного из наиболее знатных англосаксонских магнатов, эрла Мерсии. Однако подтверждения этого в средневековых источниках не содержится. По всей видимости, Херевард был выходцем из небогатой англо-датской семьи тэнов, чьи владения располагались в Линкольншире, на территории Данелага. О датских корнях Хереварда свидетельствует его имя, имеющее скандинавское происхождение. Некоторые современные историки предполагают, что отцом Хереварда был некий датский тэн Аскетиль. Очевидно, что земельные владения семьи Хереварда находились в южной части Линкольншира, возможно, они были арендаторами земель монастыря в Питерборо. По традиции, местом рождения Хереварда обычно называют небольшой городок Боурн в Линкольншире.

## Биография и легенды
По легенде, уже в период правления Эдуарда Исповедника Херевард выступал против привлечения нормандцев к управлению Англией и ориентации короля на северофранцузских советников, за что был объявлен вне закона. Однако подтверждений этого в средневековых источниках не содержится. Также нет никаких оснований для популярного утверждения о том, что во время нормандского вторжения в 1066 году Херевард находился на службе у графа Фландрии и вернулся на родину для борьбы за англосаксонские интересы после коронации Вильгельма Завоевателя.
Установлено на основании источников то, что в начале 1070 года флот датского короля Свена Эстридсена, который пытался оспорить права Вильгельма на английский престол, обосновался на острове Или, территории к юго-востоку от Линкольншира, окружённой реками и болотами, и создал там базу для совместных с англосаксами действий против нормандцев. К этому времени в результате подавления восстаний в Мерсии и «Опустошения Севера» в 1069—1070 годах, англосаксонское сопротивление было сломлено. Среди укрывшихся в Или был и Херевард, который быстро стал лидером этого последнего очага сопротивления. Англо-датские отряды со своей базы на Или совершали набеги на прилегающие земли, уничтожая нормандские формирования и разоряя владения нормандцев. Наиболее известен набег Хереварда на аббатство Питерборо в 1070 году. По легенде, он пытался спасти сокровища монастыря от разграбления нормандцами.
Однако летом 1070 года Вильгельм Завоеватель заплатил дань и заключил перемирие с данами, после чего датский флот покинул территорию Англии. Тем не менее, англосаксы на «острове» Или продолжали сопротивление. Херевард после ухода датчан возглавил действия повстанцев, к которым присоединялись всё новые и новые отряды из других областей страны. Так, на «остров» Или прибыл Моркар, бывший эрл Нортумбрии и один из наиболее влиятельных англосаксонских аристократов. Но уже летом 1071 года крупные военные соединения короля Вильгельма окружили подступы к лагерю повстанцев. После упорного сопротивления нормандцам удалось захватить «остров» Или. Многие англосаксы были пленены или убиты, однако Хереварду удалось уйти.
Несмотря на крах последнего очага организованного сопротивления нормандскому завоеванию Англии, Херевард не покорился нормандцам. С небольшой группой сторонников он скрылся в непроходимом Брунесвальдском лесу на границе Нортгемптоншира и Хантингдоншира. Став лесным разбойником, Херевард на протяжении следующих лет совершал нападения на нормандские отряды и вошёл в английский фольклор как защитник простого народа и предшественник Робин Гуда.
Согласно хронике XV века Gesta Herewardi, король Вильгельм в конце концов помиловал Хереварда. Потомками Хереварда считала себя английская дворянская семья Уэйков, владеющая землями в южном Линкольншире, одна из представительниц которой была замужем за Эдмундом Вудстоком, 1-м графом Кента и стала бабушкой английского короля Ричарда II.

## Херевард в литературе, кино, музыке и видеоиграх
Легенды о Хереварде, народном герое, стали составной частью английского фольклора. Некоторые из них были заимствованы при создании поэтического цикла о похождениях Робина Гуда. В 1865 году вышла романтическая версия деяний Хереварда, написанная Чарльзом Кингсли.
В XX веке к образу Хереварда обращалось телевидение (шестнадцатисерийный сериал 1965 года английского телевидения «Херевард Повстанец»), популярная литература (роман 2000 года Лоренса Брауна «Холодное сердце, яростная рука» и исторический роман 2004 года Мэри Ланкастер «Бесконечное изгнание»), а также рок-музыка (например, композиция группы Pink Floyd «Let There Be More Light»). FM-радиостанция города Питерборо носит название «Херевард-FM».
В видеоигре Crusader Kings III доступен как играбельный персонаж, являющийся безземельным авантюристом во Фландрии, до своего исторического возвращения в Англию и возглавления англосаксонского сопротивления.

## Примечание
1. ↑  По легенде, нормандцы подкупили монахов монастыря Или, которые показали им путь среди болот к расположению лагеря повстанцев.